# Isabella d'Ibelin (regina di Gerusalemme)
Isabella d'Ibelin (1241 – 1324) fu regina consorte di Cipro, dal 1267 e Regina consorte di Gerusalemme, dal 1269, al 1284.

## Biografia

### Infanzia

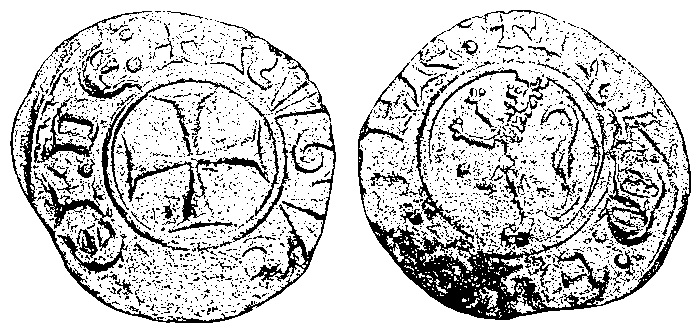
Denaro di Ugo III di Cipro che, al rovescio, presenta un leone. L'iscrizione afferma: HUGUE REI DE IRLM E D CHPR (Ugo, re di Gerusalemme e Cipro)

Secondo Les familles d'outre-mer, Isabella era figlia di Guido d'Ibelin, maresciallo e connestabile del Regno di Cipro, e della moglie, Filippa Barlais, figlia di Amalrico Barlais e della moglie, Agnese di Margat, figlia di Bertrando, signore di Margat.

Guido d'Ibelin, sempre secondo Les familles d'outre-mer, era figlio, del signore di Beirut, Giovanni di Ibelin, il vecchio, e della moglie, Melisenda d'Arsur.

### Matrimonio
Tra il 1255 ed il 1260, Isabella fu data in moglie a Ugo di Poitiers, figlio di Enrico d'Antiochia, fratello del Principe d'Antiochia e Conte di Tripoli Boemondo V d'Antiochia, figlio del Principe d'Antiochia e Conte di Tripoli Boemondo IV d'Antiochia e della moglie, Plaisance di Gibelletto, come ci conferma il Recueil des historiens des croisades. Historiens occidentaux. Tome second e della moglie, Isabella di Lusignano, che, sia secondo Les familles d'outre-mer, che il Recueil des historiens des croisades. Historiens occidentaux. Tome second, era la figlia secondogenita del secondo re di Cipro della dinastia dei Lusignano, Ugo I e di Alice di Champagne, che, ancora secondo il Recueil des historiens des croisades. Historiens occidentaux. Tome second, era la figlia secondogenita della regina di Gerusalemme, Isabella di Gerusalemme e del suo terzo marito, il conte di Champagne, Enrico II, che, secondo la Chronica Albrici Monachi Trium Fontium, Enrico era il figlio maschio primogenito del Conte di Champagne (conte di Troyes e conte di Meaux) e di Brie, Enrico I il Liberale e di Maria di Francia, che, sia secondo il cronista e monaco benedettino inglese, Matteo di Parigi, che secondo la Chronica Albrici Monachi Trium Fontium, Maria era la figlia primogenita di Luigi VII, detto il Giovane, re di Francia, e della duchessa d'Aquitania e Guascogna e contessa di Poitiers, Eleonora d'Aquitania, che, ancora secondo la Chronica Albrici Monachi Trium Fontium, era la figlia primogenita del duca di Aquitania, duca di Guascogna e conte di Poitiers, Guglielmo X il Tolosano e della sua prima moglie, Aénor di Châtellerault († dopo il 1130), figlia del visconte Americo I di Châtellerault e della Maubergeon, che al momento della sua nascita era l'amante di suo nonno Guglielmo IX il Trovatore.
Nel 1261, alla morte di Piacenza di Antiochia, la madre del re di Cipro, Ugo II, ancora minorenne, suo marito, Ugo, secondo la Chroniques d'Amadi et de Strambaldi. T. 1, fu nominato reggente del regno di Cipro.
Nel 1263, secondo il Recueil des historiens des croisades. Historiens occidentaux. Tome second, suo marito Ugo subentrò alla madre, Isabella di Lusignano, nella reggenza del regno di Gerusalemme, per conto del re, Corradino di Svevia, ancora minorenne.
Nel 1267, a soli 14 anni e senza eredi, morì il re di Cipro, Ugo II, come ci viene confermato sia da Les familles d'outre-mer, che dalla Chroniques d'Amadi et de Strambaldi. T. 1, e dal Recueil des historiens des croisades. Historiens occidentaux. Tome second; suo marito Ugo, estintasi la linea diretta dei Lusignano, fu eletto re di Cipro, ed incoronato il 25 dicembre di quello stesso anno, che aggiunse al suo cognome quello dei Lusignano, dando inizio al ramo collaterale degli Antiochia.
Nel 1268, come ci viene confermato dalla Chroniques d'Amadi et de Strambaldi. T. 1, Corradino di Svevia fu decapitato a Napoli, e suo marito, Ugo fu eletto re di Gerusalemme ed incoronato nel 1269, il 24 settembre, a Tiro, come ci viene confermato anche dal Recueil des historiens des croisades. Historiens occidentaux. Tome second.
Nel mese di marzo del 1284, Isabella rimase vedova e, secondo la Chroniques d'Amadi et de Strambaldi. T. 1, il corpo di Ugo, assieme a quello del figlio secondogenito, Boemondo, fu trasferito a Nicosia, dove fu sepolto nella chiesa di Santa Sofia.
In quello stesso mese di marzo fu incoronato re di Cipro, il figlio primogenito, Giovanni, come Giovanni I.
Circa un anno dopo, nel maggio 1285, suo figlio, Giovanni I, morì e fu incoronato re di Cipro il figlio terzogenito, Enrico, come Enrico II.
Nel 1306, un altro suo figlio, Amalrico II di Tiro, spodestò Enrico II e si proclamò governatore di Cipro, mantenendo il potere per circa quattro anni.

Nel 1310, il 5 giugno, Amalrico II, venne assassinato in casa sua da un conoscente, Simone di Montolif; dopo la morte di Amalrico II, vi furono circa due mesi di trattative, tra i partigiani di Enrico II e coloro che erano rimasti fedeli alla vedova di suo fratello, Isabella d'Armenia e Tiro, con l'intervento di Isabella, la regina madre; Enrico II rientrò dall'esilio, in Cilicia armena, arrivando il 27 agosto a Famagosta, dove fu accolto trionfalmente dalla popolazione, e a Nicosia il 10 settembre.
Nella notte tra il 30 ed il 31 marzo 1324, suo figlio, Enrico II, morì e fu incoronato re di Cipro il nipote (figlio di Guido), Ugo, come Ugo IV.

### Morte
Isabella, secondo la Chroniques d'Amadi et de Strambaldi. T. 1, morì circa due mesi dopo il figlio, Enrico II, il 2 giugno 1324, e fu tumulata nella chiesa di San Francesco di Nicosia, ai piedi del figlio.

## Discendenza
Isabella a Ugo III di Cipro diede dieci figli:
- Giovanni[1] (1266 - 1285), re di Cipro[20];
- Boemondo[1] (1268 - 1283);
- Enrico[1] (1270 - 1324), re di Cipro[20];
- Amalrico[1] (1271 - 1310), re di usurpatore Cipro[21] e, padre del re Costantino IV d'Armenia;
- Maria[1] (1273 - 1319), moglie del re d'Aragona Giacomo II[30];
- Guido[1] (1274 - 1304), connestabile di Cipro (sino al 1304)[31], padre del re Ugo IV;
- Aimerio[1] (1275 - 1316), connestabile di Cipro (1304 - 1310), fatto arrestare da Enrico II, dopo il 1310[32];
- Margherita[1] (1276 - 1296), moglie del re Teodoro III d'Armenia[33];
- Alice[1] (1270 - 1324), moglie di Baliano di Ibelin, principe di Galilea[1];
- Eloisa[1] (1279 - 1283)[1].

## Ascendenza
|                    |   |                     | Genitori          |  |  | Nonni |  |  | Bisnonni          |  |  | Trisnonni          |  |
|                    |   |                     |                   |  |  |       |  |  | Baliano di Ibelin |  |  | Barisano di Ibelin |  |
|                    |   |                     |                   |  |  |       |  |  | Baliano di Ibelin |  |  | Barisano di Ibelin |  |
|                    |   | …                   |                   |  |  |       |  |  | Baliano di Ibelin |  |  |                    |  |
| Giovanni di Ibelin |   |                     |                   |  |  |       |  |  | Baliano di Ibelin |  |  |                    |  |
|                    |   | Maria Comnena       | Giovanni Comneno  |  |  |       |  |  |                   |  |  |                    |  |
|                    |   | Maria Comnena       | Giovanni Comneno  |  |  |       |  |  |                   |  |  |                    |  |
|                    |   | Maria Comnena       | Maria Taronitissa |  |  |       |  |  |                   |  |  |                    |  |
| Guido d'Ibelin     |   | Maria Comnena       |                   |  |  |       |  |  |                   |  |  |                    |  |
|                    |   | Guido d'Arsur       | …                 |  |  |       |  |  |                   |  |  |                    |  |
|                    |   | Guido d'Arsur       | …                 |  |  |       |  |  |                   |  |  |                    |  |
|                    |   | Guido d'Arsur       | …                 |  |  |       |  |  |                   |  |  |                    |  |
| Melisenda d'Arsur  |   | Guido d'Arsur       |                   |  |  |       |  |  |                   |  |  |                    |  |
|                    |   | …                   | …                 |  |  |       |  |  |                   |  |  |                    |  |
|                    |   | …                   | …                 |  |  |       |  |  |                   |  |  |                    |  |
|                    |   | …                   | …                 |  |  |       |  |  |                   |  |  |                    |  |
| Isabella d'Ibelin  |   | …                   |                   |  |  |       |  |  |                   |  |  |                    |  |
|                    | … | …                   |                   |  |  |       |  |  |                   |  |  |                    |  |
|                    | … | …                   |                   |  |  |       |  |  |                   |  |  |                    |  |
|                    | … | …                   |                   |  |  |       |  |  |                   |  |  |                    |  |
| Amalrico Barlais   | … |                     |                   |  |  |       |  |  |                   |  |  |                    |  |
|                    |   | …                   | …                 |  |  |       |  |  |                   |  |  |                    |  |
|                    |   | …                   | …                 |  |  |       |  |  |                   |  |  |                    |  |
|                    |   | …                   | …                 |  |  |       |  |  |                   |  |  |                    |  |
| Filippa Barlais    |   | …                   |                   |  |  |       |  |  |                   |  |  |                    |  |
|                    |   | Bertrando di Margat | …                 |  |  |       |  |  |                   |  |  |                    |  |
|                    |   | Bertrando di Margat | …                 |  |  |       |  |  |                   |  |  |                    |  |
|                    |   | Bertrando di Margat | …                 |  |  |       |  |  |                   |  |  |                    |  |
| Agnese di Margat   |   | Bertrando di Margat |                   |  |  |       |  |  |                   |  |  |                    |  |
|                    |   | Bermonda Brisebarre | …                 |  |  |       |  |  |                   |  |  |                    |  |
|                    |   | Bermonda Brisebarre | …                 |  |  |       |  |  |                   |  |  |                    |  |
|                    |   | Bermonda Brisebarre | …                 |  |  |       |  |  |                   |  |  |                    |  |
|                    |   | Bermonda Brisebarre |                   |  |  |       |  |  |                   |  |  |                    |  |

### Fonti primarie
- (LA)  Monumenta Germaniae Historica, Scriptores, tomus XXIII.
- (LA)  Histoire de l'île de Chypre sous le règne des princes de la maison de Lusignan, volume 2.
- (LA)  Matthæi Parisiensis, monachi Sancti Albani, Chronica majora, vol II.
- (FR)  Recueil des historiens des croisades. Historiens occidentaux. Tome second.
- (IT)  Chroniques d'Amadi et de Strambaldi. T. 1.

### Letteratura storiografica
- (FR)  Les familles d'outre-mer.
- (EN) Ulwencreutz's The Royal Families in Europe V